# If I Let You Go
If I Let You Go è un singolo discografico del gruppo pop irlandese Westlife, pubblicato nel 1999.

## Il brano
Il brano è stato scritto da Jörgen Elofsson, David Kreuger, Per Magnusson e prodotto da Kreuger e Magnusson.
Si tratta del secondo singolo estratto dall'album d'esordio Westlife.

## Tracce
CD 1
1. If I Let You Go (Radio Edit) - 3:40
2. Try Again - 3:35
3. If I Let You Go (Video) - 3:40

CD 2
1. If I Let You Go (Radio Edit) - 3:40
2. If I Let You Go (Extended Version) - 6:09
3. Interview With Andi Peters - 7:24

## Classifiche
| Classifica (1999) | Posizione raggiunta |
| ----------------- | ------------------- |
| Regno Unito       | 1                   |